# Kevin Álvarez
Kevin Javier Álvarez Hernández (San Pedro Sula, 3 agosto 1996) è un calciatore honduregno, difensore del Lobos UPNFM.

## Carriera

### Club
Ha giocato nella massima serie del campionato honduregno con il CD Olimpia, debuttando il 1º gennaio 2013 in una partita valida per il Torneo Apertura 2013. Nel corso degli anni ha vinto quattro campionati honduregni.
Dopo essere stato associato al Malmö FF dalla stampa del paese centroamericano, Álvarez ha effettivamente firmato in Svezia, ma con un'altra squadra, ovvero l'IFK Norrköping. In tre stagioni e mezzo tuttavia è riuscito a scendere in campo complessivamente solo in 6 partite di campionato e cinque di Coppa di Svezia, prima di tornare in patria nell'agosto 2021 a seguito del passaggio in prestito al Real España, dove rimane per circa un anno e mezzo.
Nel gennaio 2023 diventa un giocatore del Motagua, firmando a parametro zero.

### Nazionale
Ha giocato nella nazionale honduregna Under-17.
Nel 2015 ha partecipato ai Mondiali Under-20 in Nuova Zelanda.
ha esordito in nazionale maggiore il 16 dicembre 2015, nell'amichevole vinta per 2-0 contro Cuba.
Ha preso parte ai Giochi olimpici del 2016 in Brasile, disputando 3 incontri fino al raggiungimento della semifinale persa per 6-0 contro il Brasile.

## Palmarès

### Club

#### Competizioni nazionali
- Campionato honduregno: 4

CD Olimpia: Clausura 2013, Clausura 2014, Clausura 2015, Clausura 2016

#### Competizioni internazionali
- CONCACAF League: 1

CD Olimpia: 2017